# Cylindrolaimus annulatus
Cylindrolaimus annulatus is een rondwormensoort uit de familie van de Diplopeltidae. De wetenschappelijke naam van de soort is voor het eerst geldig gepubliceerd in 2004 door Siddiqi.